# Triaenodes pellectus
Triaenodes pellectus är en nattsländeart som beskrevs av Georg Ulmer 1908. Triaenodes pellectus ingår i släktet Triaenodes och familjen långhornssländor. Inga underarter finns listade i Catalogue of Life.